# Bujačić
Bujačić (en serbe cyrillique : Бујачић) est un village de Serbie situé sur le territoire de la Ville de Valjevo, district de Kolubara. Au recensement de 2011, il comptait 422 habitants.

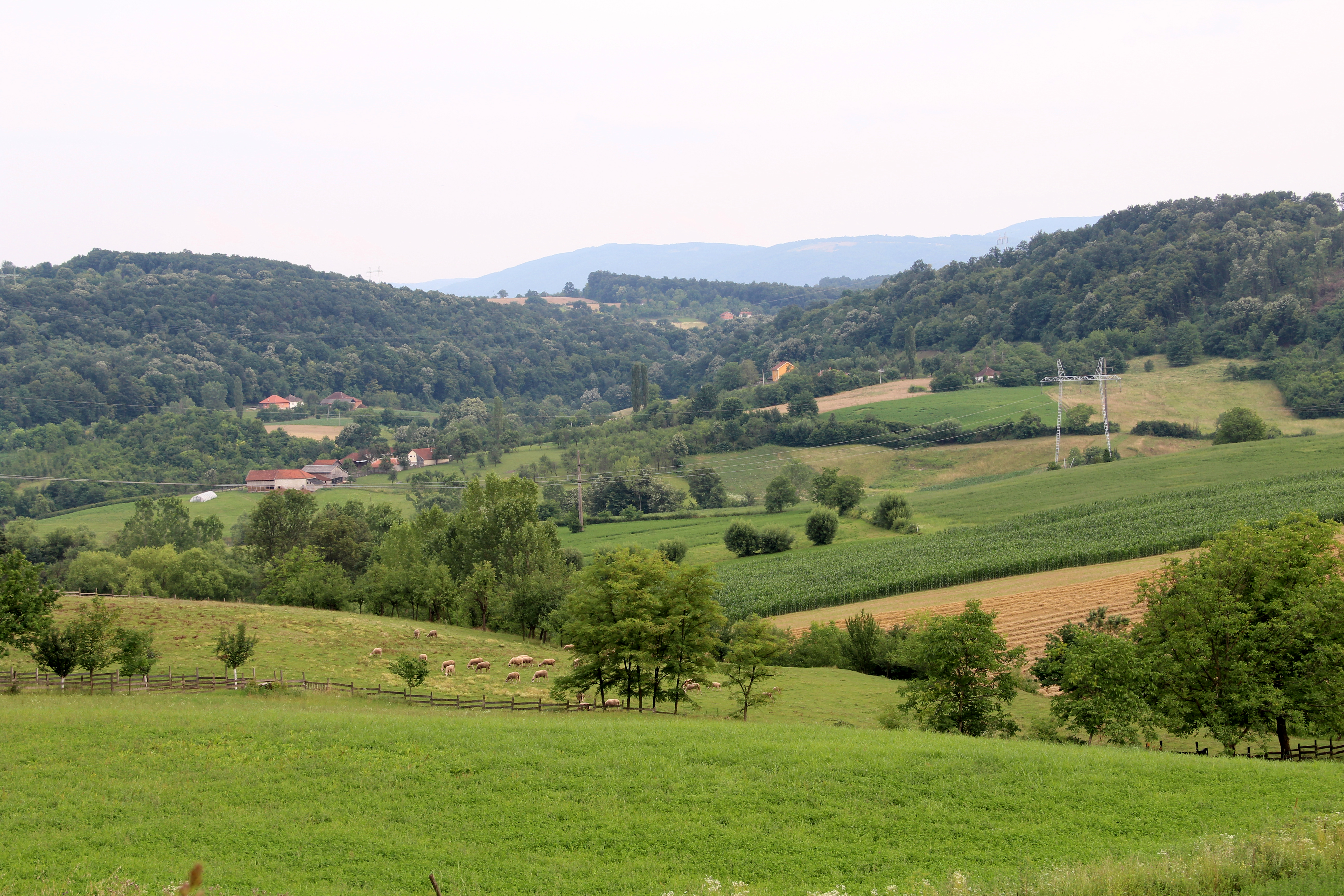
Bujačić - panorama
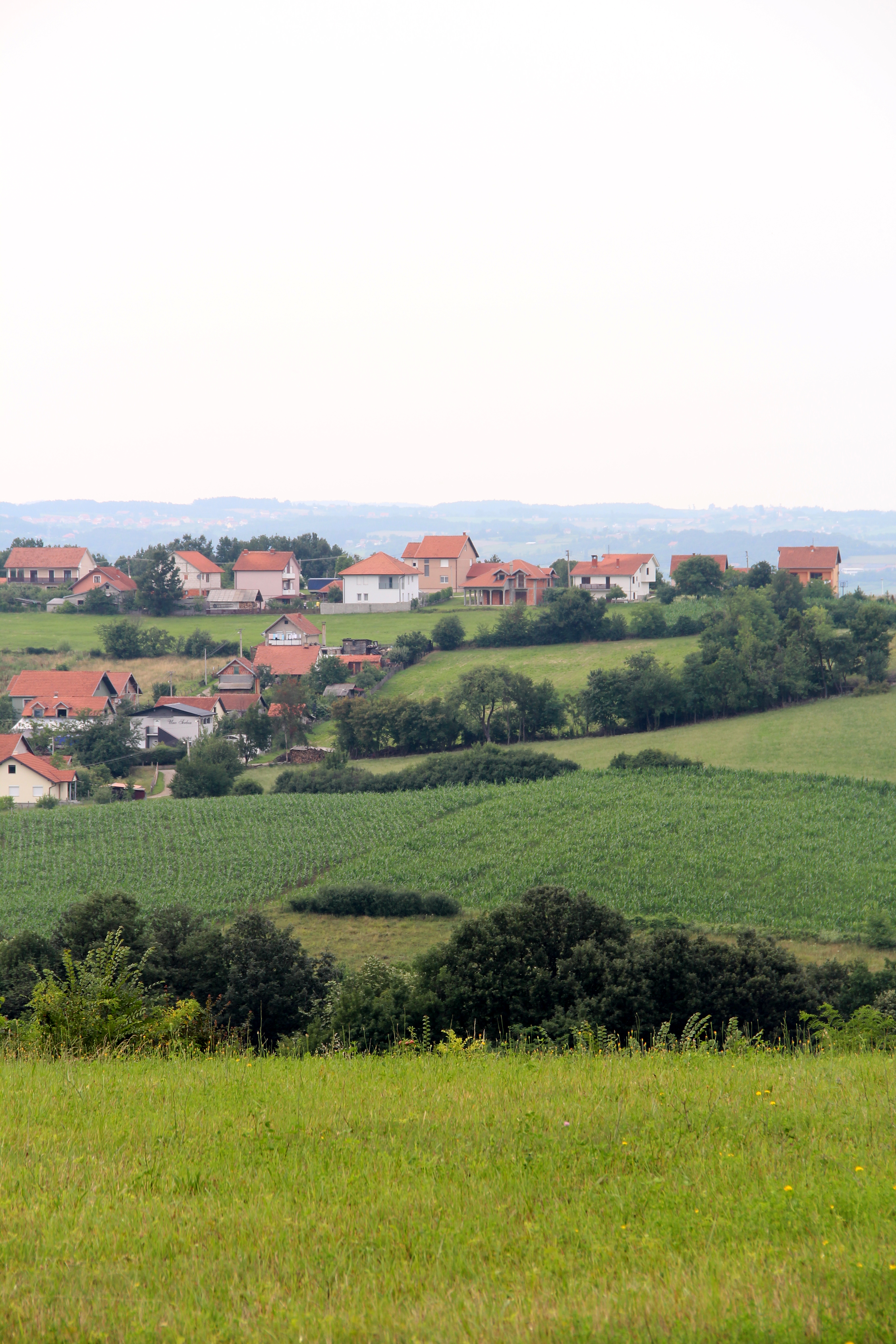
Bujačić - panorama
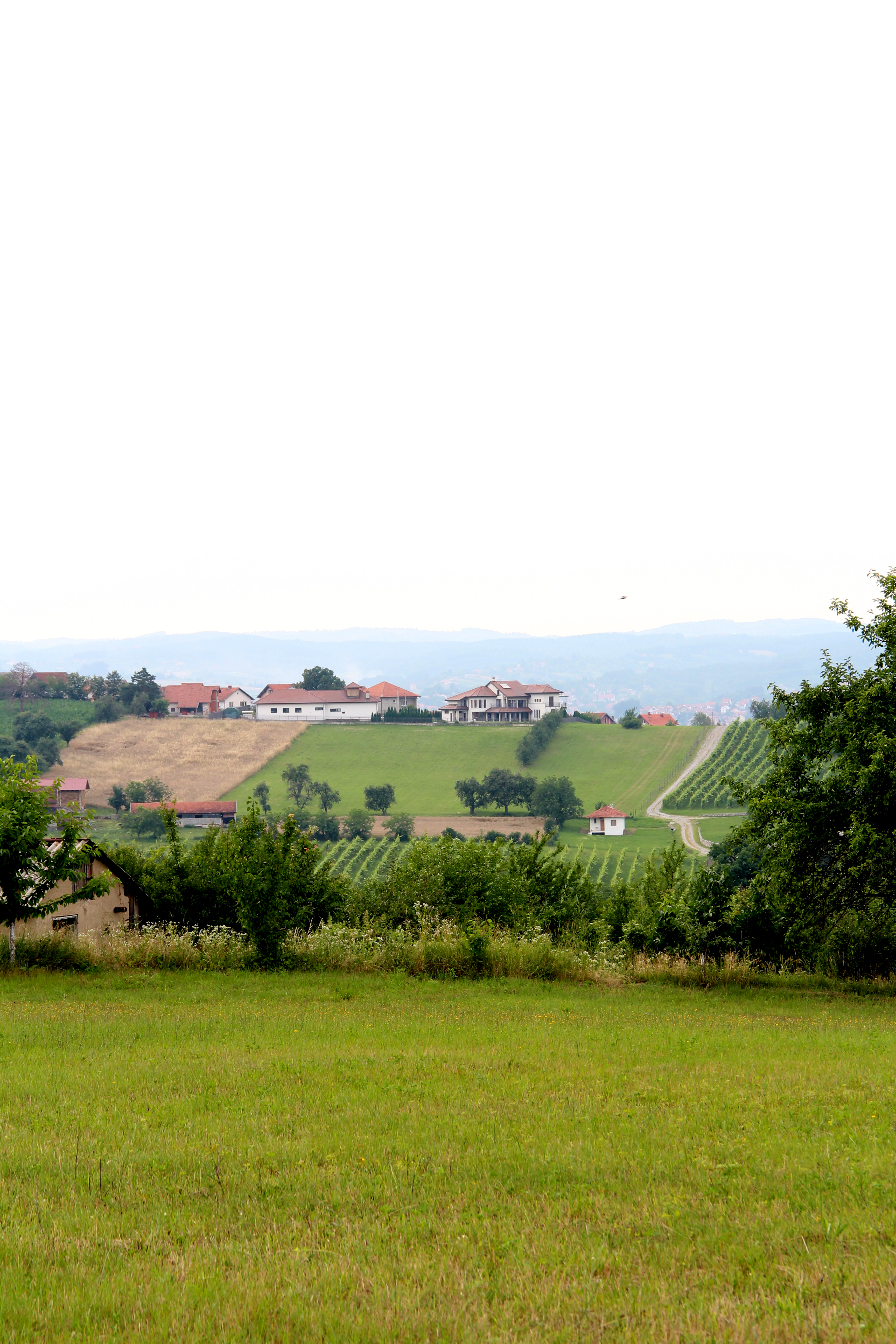
Bujačić - panorama
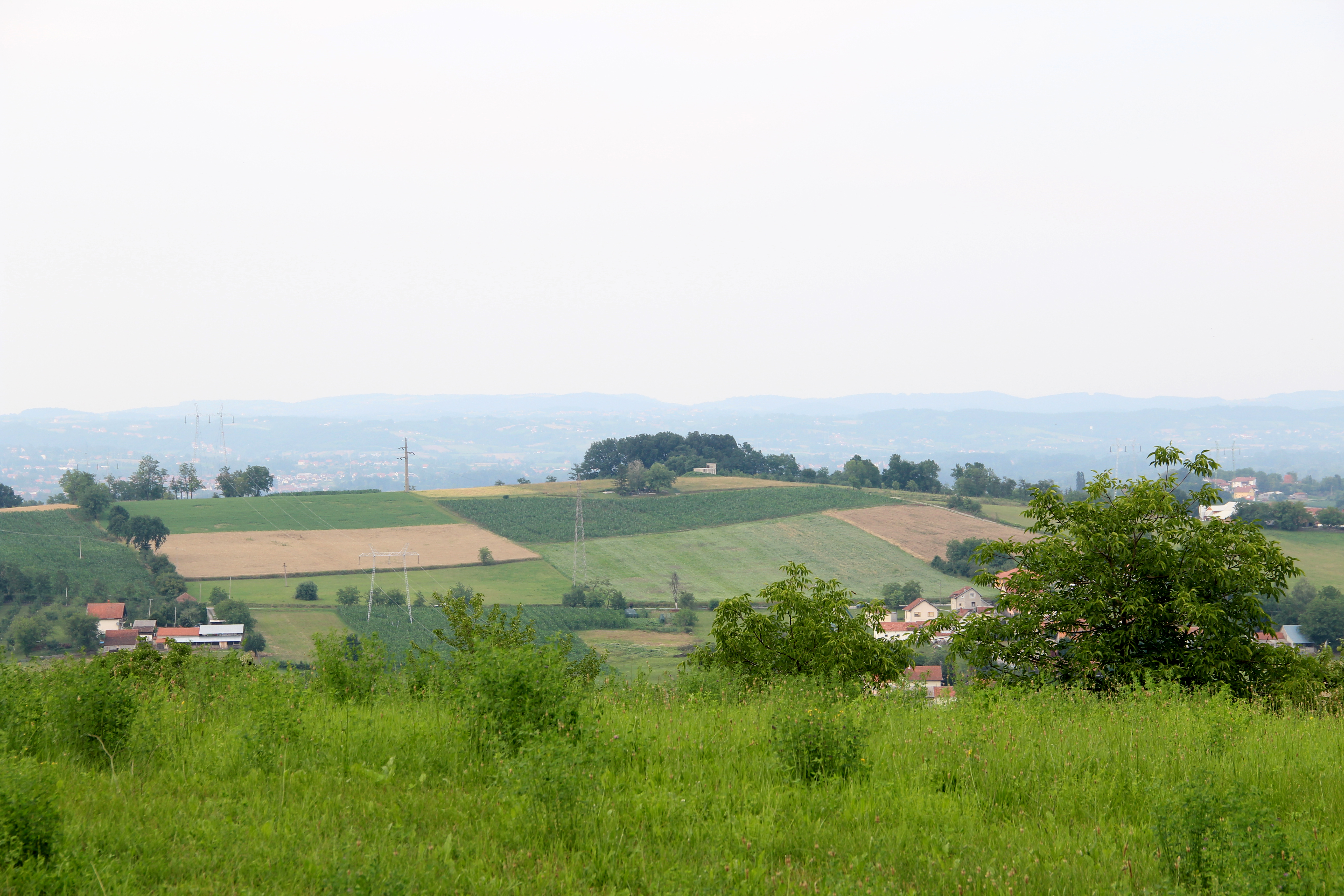
Bujačić - panorama
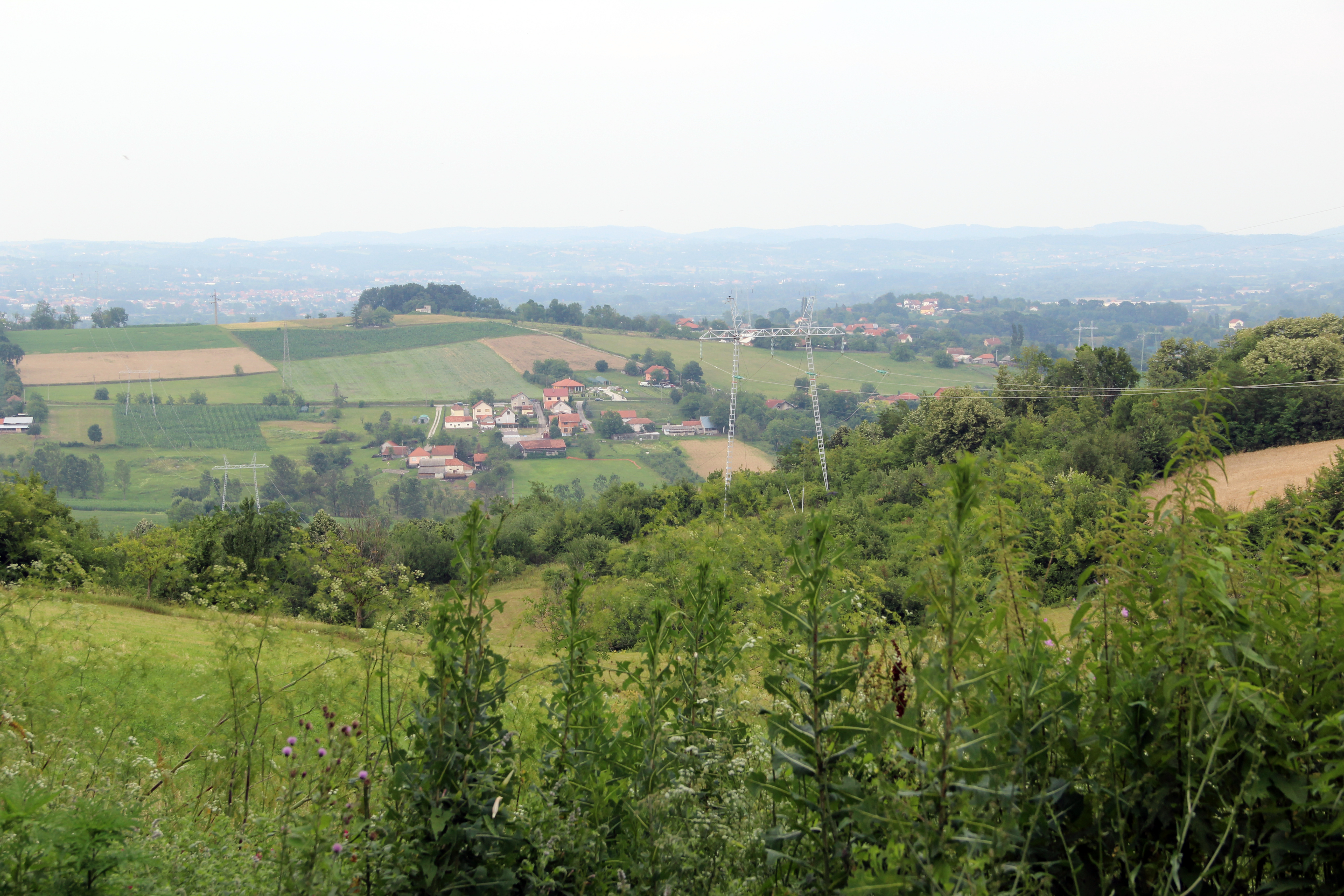
Bujačić - panorama
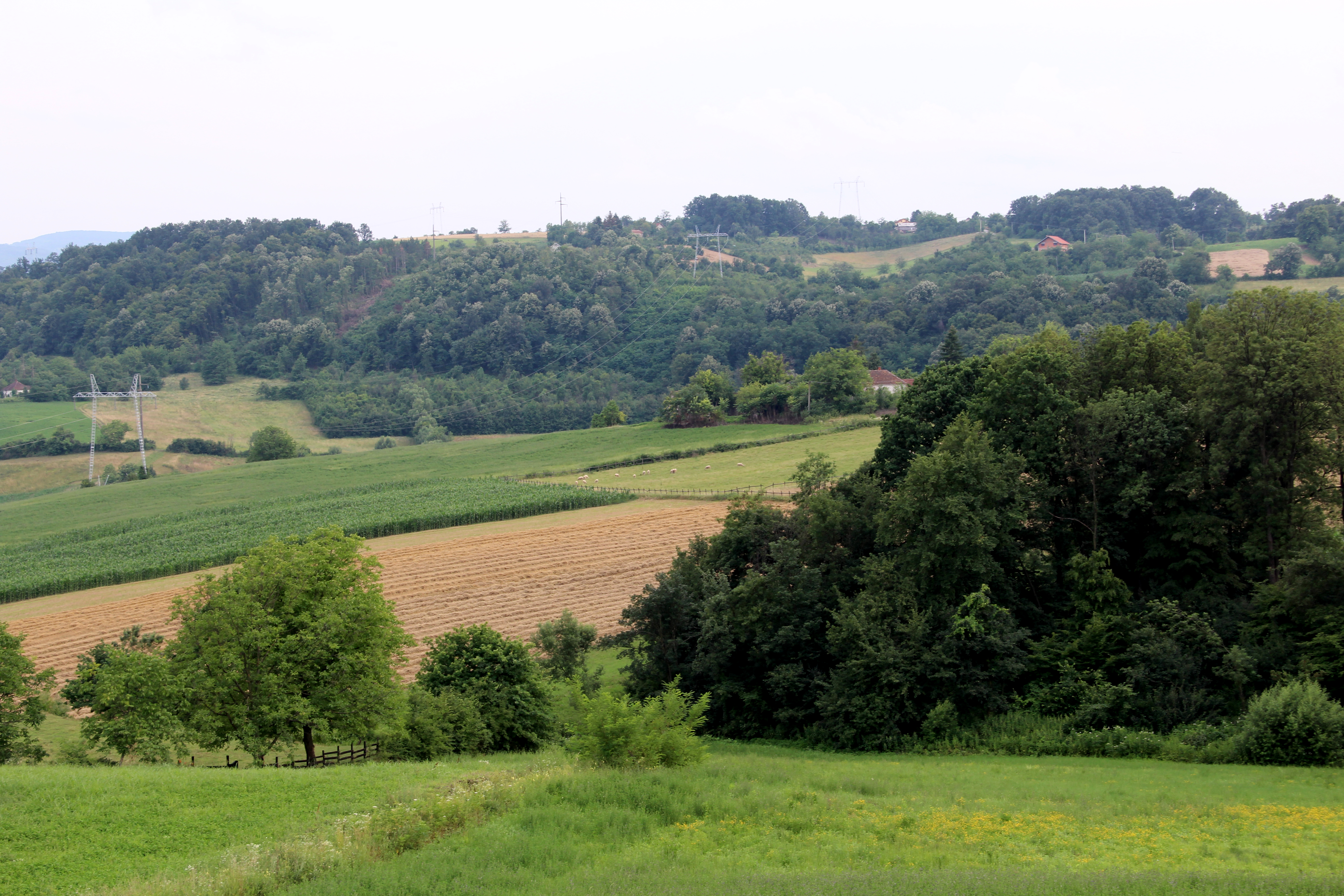
Bujačić - panorama
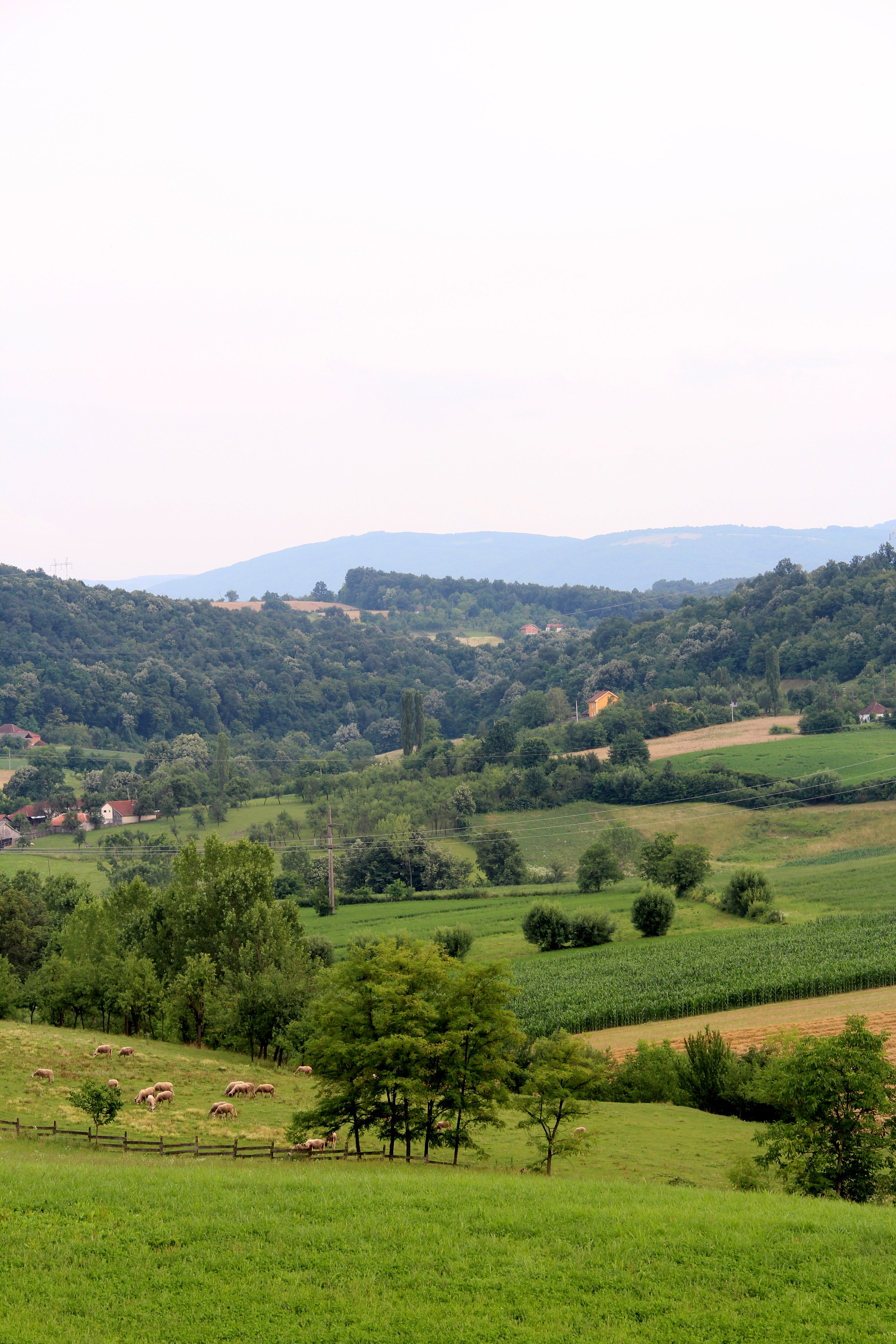
Bujačić - panorama

## Démographie
| 1948 | 1953 | 1961 | 1971 | 1981  | 1991 | 2002 | 2011 |
| ---- | ---- | ---- | ---- | ----- | ---- | ---- | ---- |
| 498  | 539  | 611  | 878  | 1 192 | 401  | 357  | 422  |

|  |